# Ricardo Salles (Philosoph)
Ricardo Salles (* 1965) ist ein mexikanischer Philosoph und Philosophiehistoriker auf dem Gebiet der antiken Philosophie.

## Leben
Nach dem B.A. an der Universidad Nacional Autónoma de México in Mexiko-Stadt 1990 setzte Salles seine Studien am King’s College London fort. Dort erwarb er 1993 einen MPhil und 1997 einen Ph.D. bei Richard Sorabji. Seit 1997 ist er wissenschaftlicher Mitarbeiter (researcher) am Instituto de Investigaciones Filosóficas der Universidad Nacional Autónoma de México. Von 2007 bis 2010 war er dort Leiter der Postgraduate Studies in Philosophie.
Forschungsaufenthalte führten ihn als Fellow an das Center for Hellenic Studies der Harvard University (2003–2004), an das Institute for Advanced Study in Princeton (2010–2011), an das National Humanities Center in North Carolina (2018), als Visiting Scholar an das Wolfson College in Oxford (2019) und als Visiting Fellow and Scholar an das Corpus Christi College in Oxford (2022–2023).
Salles arbeitet zur Metaphysik und Ethik des Aristoteles und der Stoa, insbesondere zu deren Kosmologie und Positionierung zwischen Determinismus und Kompatibilismus. Für die Bände 58 bis 65 war er auch Herausgeber der mexikanischen Revista de Filosofía Diánoia.

## Schriften (Auswahl)
- The stoic cosmos: conflagration, cosmogony, and recurrence in early stoicism. Cambridge University Press, Cambridge 2025.
- Los Antecedentes Presocráticos de la Teoría Estoica de Conflagración. In: Journal of Ancient Philosophy 16, 2022, S. 88–114.
- (Hrsg.), Cosmology and Biology in Ancient Philosophy. From Thales to Avicenna. Cambridge University Press, Cambridge 2021. – Rezension von Nélio Gilberto dos Santos, Journal of Ancient Philosophy 16, 2022, S. 253–259 (online).
- Aristóteles y el apeiron de Anaximandro. In: Praxis Filosófica 51, 2020, S. 151–176.
- Why is the Cosmos Intelligent? : Stoic cosmology and Plato, Philebus 29a9–30a8. In: Rhizomata 6, 2018, S. 40–64.
- Two Classic Problems in the Stoic Theory of Time. In: Oxford Studies in Ancient Philosophy 55, 2018, S. 133–184.
- Bonté, rationalité et impuissance chez le démiurge Stoïcien. In: Chôra 15, 2017, S. 93–110.
- mit Marcelo D. Boeri (Hrsg.): Los filósofos estoicos: ontología, lógica, física y ética: traducción, comentario filosófico y edición anotada de los principales textos griegos y latinos. Academia, Sankt Augustin 2014.
- Roman Stoics. In: Frisbee Sheffield, James Warren (Hrsg.), The Routledge Companion to Ancient Philosophy. Routledge, London 2014.
- (Hrsg.): God and cosmos in stoicism. Oxford University Press, Oxford / New York 2009.
- Chrysippus on Conflagration and the Indestructability of the Cosmos. In: ders. (Hrsg.), God and cosmos in stoicism. Oxford University Press, Oxford / New York 2009, S. 118–134.
- (Hrsg.): Metaphysics, Soul, and Ethics in Ancient Thought. Themes from the work of Richard Sorabji. Oxford University Press, Oxford 2005, (online).
- On the Individuation of Times and Events in Orthodox Stoicism. In: ders. (Hrsg.), Metaphysics, Soul, and Ethics in Ancient Thought. Themes from the work of Richard Sorabji. Oxford University Press, Oxford 2005, S. 95–115.
- The Stoics on Determinism and Compatibilism. Ashgate, Aldershot, 2005. – Rezension von Vladimír Mikes, Philosophie antique 7, 2007, S. 272–275 (online).
- ᾽Εκπύρωσις and the Goodness of God in Cleanthes. In: Phronesis 50, 2005, S. 56–78.
- Determinism and recurrence in early Stoic thought. In: Oxford Studies in Ancient Philosophy 24, 2003, S. 253–272.
- Compatibilism: Stoic and modern. In: Archiv für Geschichte der Philosophie 83, 2001, S. 1–23.
- Categorical Possibility and Incompatibilism in Alexander of Aphrodisias’ Theory of Responsibility. In: Methexis 11, 1998, S. 65–83.